# Azerbaiyán en los Juegos Olímpicos de la Juventud 2018
Azerbaiyán compitió en los Juegos Olímpicos de la Juventud 2018 en Buenos Aires, Argentina, celebrados entre el 6 y el 18 de octubre de 2018. Su delegación estuvo conformada por 17 atletas en 9 disciplinas y obtuvo dos medallas doradas, una plateada y tres de bronce.

## Medallero
| Medalla       | Oro | Plata | Bronce | Total |
| ------------- | --- | ----- | ------ | ----- |
| Total oficial | 2   | 1     | 3      | 6     |

## Gimnasia

### Artística
Azerbaiyán clasificó a un gimnasta por su desempeño en el Campeonato Europeo Juvenil de 2018.
- Individual masculino - 1 plaza

### Rítmica
Azerbaiyán clasificó a una gimnasta rítmica en base a su desempeño en el evento de calificación europeo.
- Individual femenino - 1 plaza

## Tenis de mesa
Azerbaiyán clasificó a dos jugadores en esta disciplina.
- Individual masculino - Yu Khinhang
- Individual femenino - Ning Jing

## Levantamiento de pesas
Azerbaiyán clasificó a un atleta por su desempeño en el Campeonato Mundial Juvenil de 2017.
- Eventos masculinos - 1 plaza